# سيجر (سوريا)
سيجر قرية سورية تتبع ناحية مركز إدلب في منطقة مركز إدلب في محافظة إدلب. بلغ عدد سكانها 1,697 نسمة في عام 2004 حسب إحصاء المكتب المركزي للإحصاء.
تقع غربي محافظة إدلب في سورية، في نهاية لحف جبل الزاوية الشمالية الغربية وتبعد عن مركز مدينة إدلب (8) كيلو متر.

## تاريخها
قرية حديثة العهد لا يتجاوز عمرها 100 عام، كانت بالأصل عبارة عن اصطبلات خيول ودواب ومزرعة لأهل بقسمته القابعة فوقها بالجبل حاليًا، فنزل أهل ال عزالدين إلى هذه المزرعة بعد أن تحقق الأمن والأمان للإنسان في السهول وبنو بيوتهم في لحف الجبل وبداية السهل، أي في هذه المزرعة، حتى أنه لم يبق في بقسمته قريتهم القديمة سوى بعض العائلات ولا تزال أمانة سجلهم المدني باسم بقسمته حتى الآن.

## تسميتها
إن تسميتها إما مشتقة من الكتابة اليونانية الموجودة على أحد النواميس الموجودة في لحف الجبل وهي سيزر وصحفت لتصبح سيجر أو أنها مشتقة من اللغة الكردية «سيكر» وهذه الكلمة تطلق على أي مكان محاط ومقابل لثلاث تلال باللغة الكردية وهذا ينطبق عليها أيضًا فهي محاطة بثلاث تلال (تل بشمارون، تل داوود، تل زحان)

## واقعها
قرية تتبع قرى مدينة إدلب تبلغ مساحة ربضها (1594) هكتارًا، وبلغ عدد سكانها نهاية عام 2000 م حوالي (2033) نسمة فيها مسجد ومدرسة ابتدائية عدد طلابها 350 طالبًا وطالبة ومدرسة إعدادية عدد طلابها 120 طالبًا وطالبة وفيها مركز صحي (مستوصف) يقدم الخدمات الصحية لأبنائها وأبناء القرى المجاورة يعمل معظم أهلها بالزراعة بجانب عمل بعضهم كموظفين في دوائر الدولة المختلفة، أهم مزروعاتها الخضروات بأنواعها والحبوب والقطن والبقوليات والأشجار المثمرة في لحف الجبل والمناطق الوعرة والزيتون واللوزيات والرمان وفيها من المرافق الخدمية الماء والكهرباء والصرف الصحي والهاتف.